# 玛丽亚·索
玛丽亚·索（1921年—2022年8月20日），中国敖鲁古雅鄂温克族最后一位女酋长。
玛丽亚·索是《额尔古纳河右岸》的主人公原型，是中国境内唯一放养驯鹿的部落的酋长。其部族生活在北方针叶林带的最南端的山林，约400年前部族从列拿河上游迁徙至今中国境内。
2022年8月20日，玛丽亚·索去世，终年101岁。

## 生平
1921年，玛丽亚·索出生于中国内蒙古自治区的鄂温克部落。玛利亚·索的父亲是奇乾部落的酋长，属于鄂温克家族之一的索罗共氏。其兄昆德伊万曾见过毛泽东、周恩来，并曾任额尔古纳左旗副旗长。
2003年，鄂温克人开始迁入位于根河市郊区的新定居点，并开始人工圈养驯鹿的实验。玛丽亚·索则带领一部分族人继续留在山上，并保持原始的生活状态。